# 扁鍬形蟲
扁鍬形蟲，為鍬形蟲的一種，分布於中低海拔的平原與闊葉林山區。公蟲體長（含下顎）約32.0—115.3（1.26—4.54英寸）;母蟲體長大約36.5—54（1.44—2.13英寸）。

## 生命週期
整個生命週期持續約為1至2歲。

## 分布
此一物種在日本、印度尼西亞、婆羅洲、菲律賓、馬來西亞、泰國、越南、老撾、緬甸、印度、中國、台灣和韓國（朝鮮半島）等地發現蹤跡。

## 棲息
它主要棲息於熱帶雨林，低海拔到山區。

## 圖集

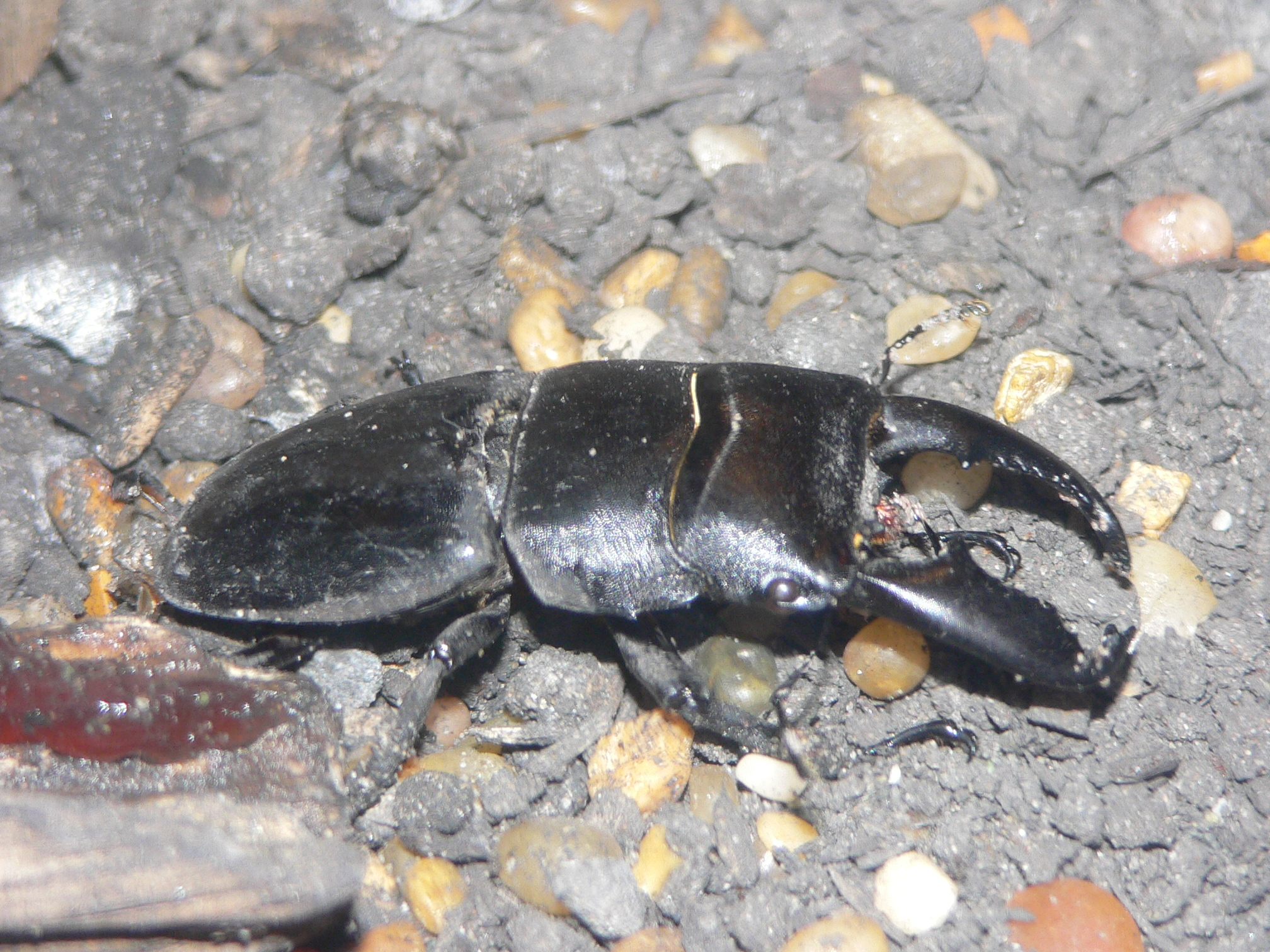
個體
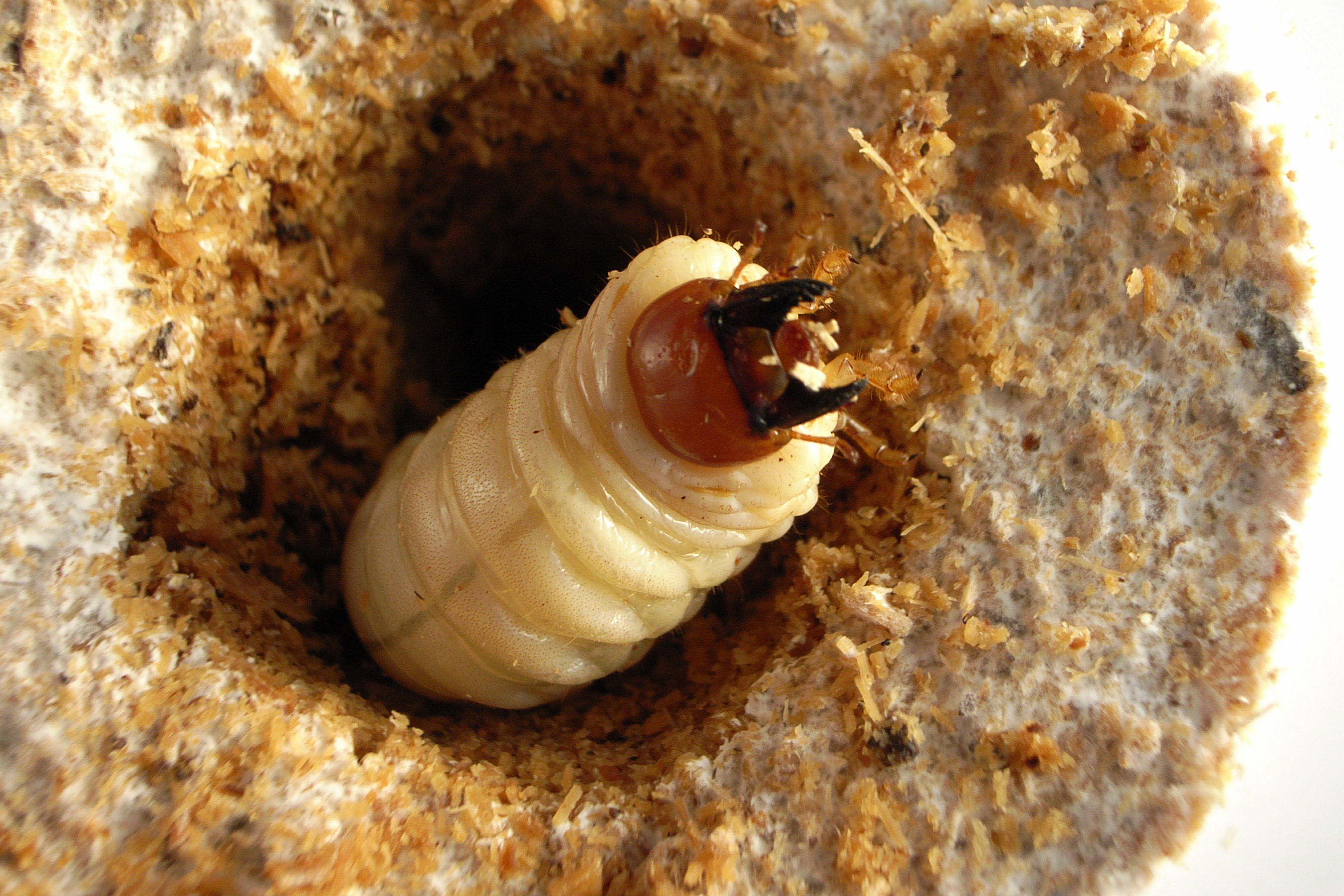
幼蟲
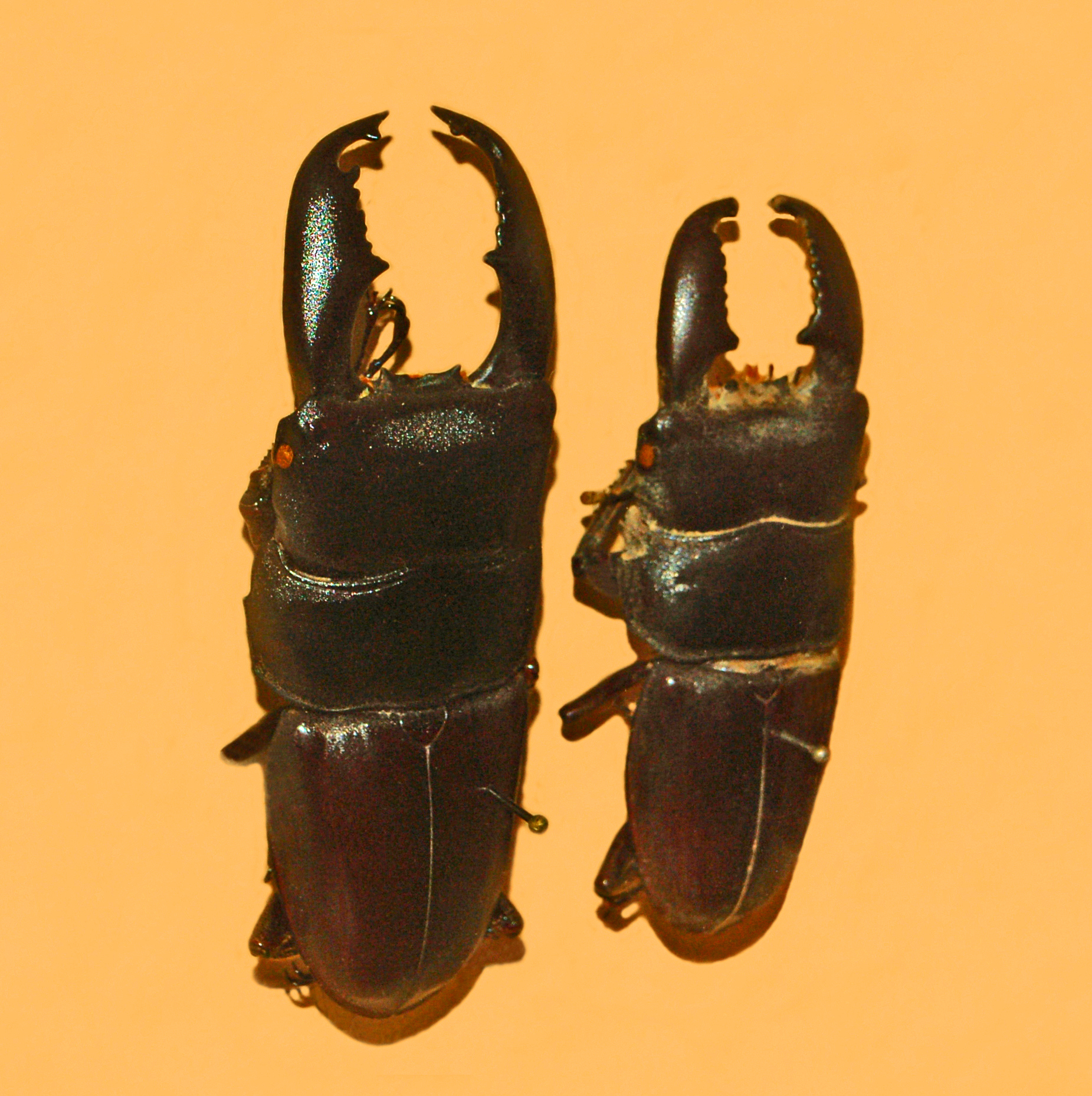
博物館標本
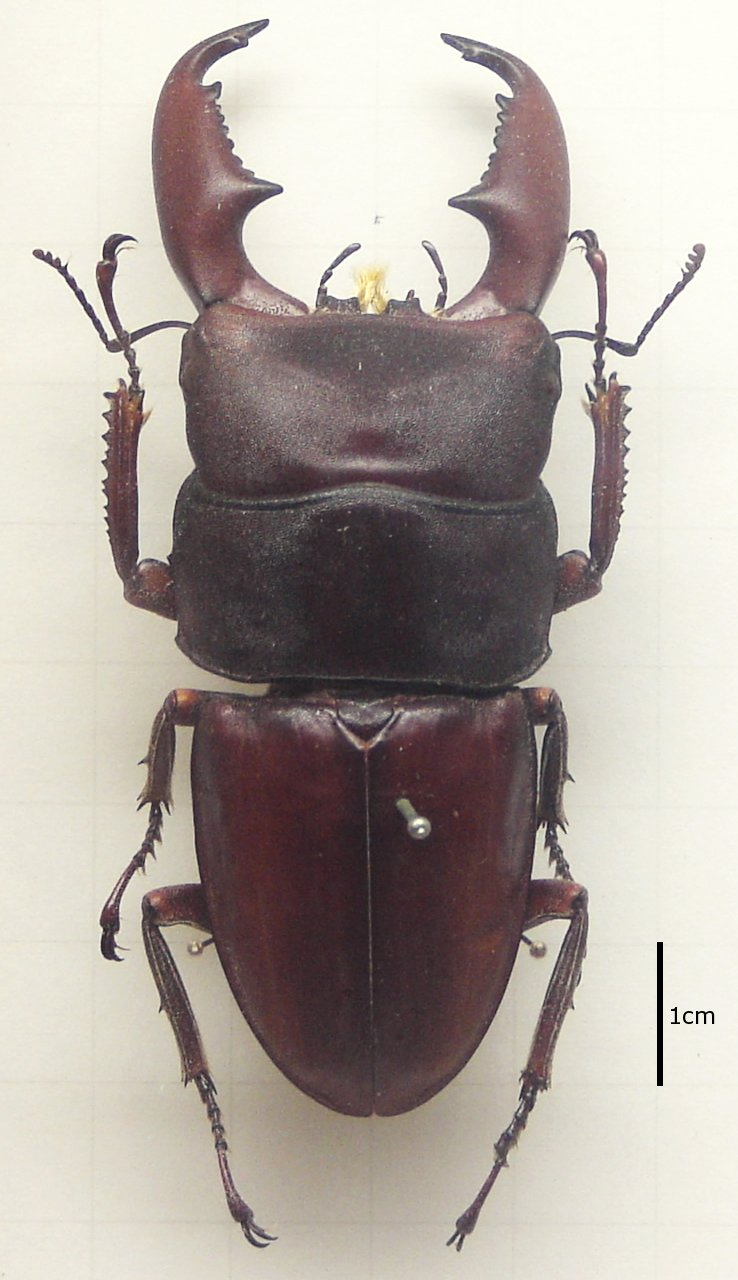
採自印尼苏拉威西岛製作的標本

## 亞種
列舉如次：

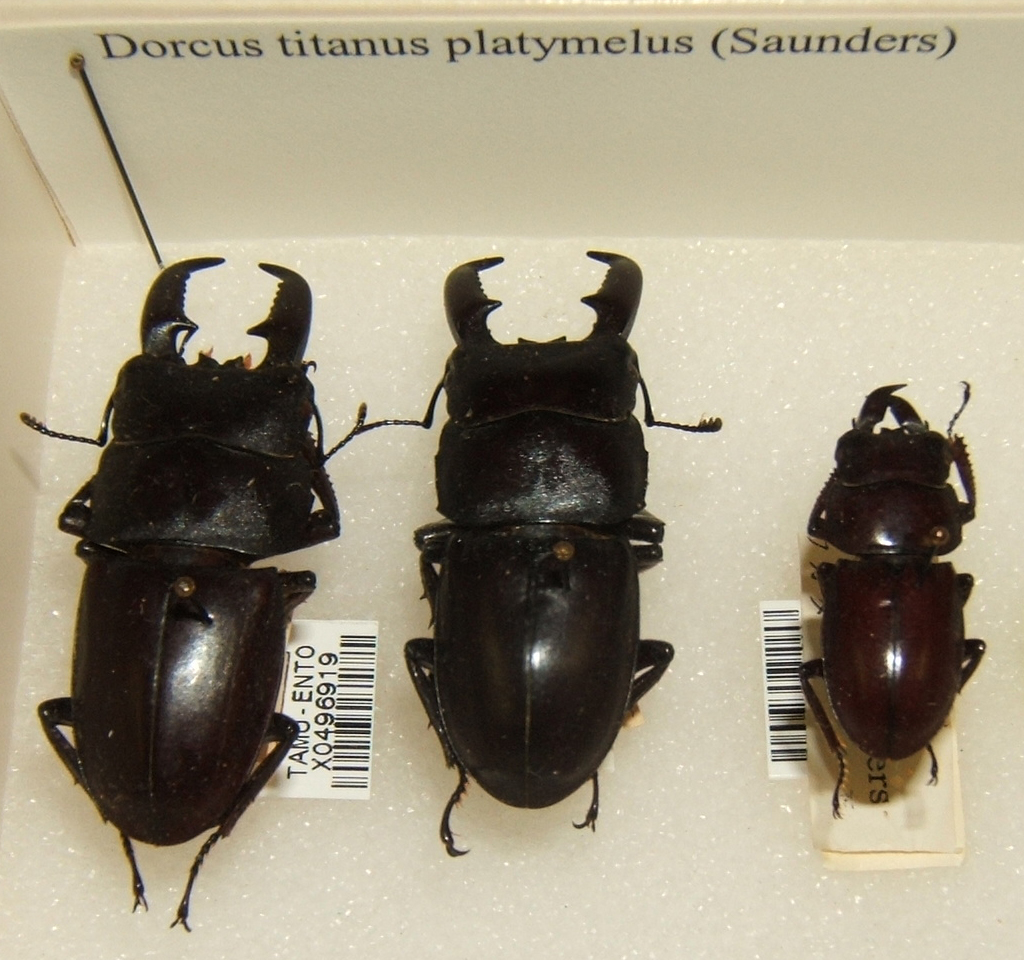
Dorcus titanus platymelus

- Dorcus titanus castanicolor對馬扁鍬形蟲，日本对马岛、朝鮮半島、中國大陸
- Dorcus titanus daitoensis
- Dorcus titanus elegans
- Dorcus titanus fafner（(Kriesche, 1920），越南扁鍬形蟲，原產於海南島、越南北部、老挝（寮國，北部）、缅甸北部，公蟲體長32—89.5（1.26—3.52英寸），母蟲則為29—38（1.1—1.5英寸）。
- Dorcus titanus hachijoensis
- Dorcus titanus karasuyamai
- Dorcus titanus mindanaoensis（Fujita, 2010），民答那峨巨扁鍬形蟲，原產於菲律宾南部（巴西兰岛、迪纳加特岛），公蟲體長32—103（1.3—4.1英寸），母蟲則為30—41（1.2—1.6英寸）。
- Dorcus titanus nobuyukii（Fujita, 2010），马来巨扁鍬形蟲，原產於马来半岛、印度尼西亞尼亞斯島、婆罗洲（加里曼丹島），公蟲體長32—98（1.3—3.9英寸），母蟲則為31—41（1.2—1.6英寸）。
- Dorcus titanus okinawanus
- Dorcus titanus okinoerabuensis
- Dorcus titanus palawanicus（Lacroix, 1984），巴拉望巨扁鍬形蟲，生活於菲律賓巴拉望省巴拉望島（Palawan），菲律賓特有亞種，公蟲體長53.9—115（2.12—4.53英寸），母蟲則為42—46.5（1.65—1.83英寸）[4][5][6]。
- Dorcus titanus pilifer，公蟲體長29—75.4（1.14—2.97英寸），母蟲則為28.4—41（1.12—1.61英寸）[7]
- Dorcus titanus platymelus中华扁锹形虫
- Dorcus titanus sakishimanus，先島扁鍬形蟲（日语：サキシマヒラタクワガタ），日本特有亞種。
- Dorcus titanus sika (Kriesche, 1920)，台灣扁鍬形蟲，台灣特有亞種。廣泛分布於海拔1500公尺以下的平原與山區，以及綠島、蘭嶼。雄蟲成體體長約24—77（0.94—3.03英寸），雌蟲則約24—42（0.94—1.65英寸）。
- Dorcus titanus sumatra (Dorcus titanus titanus) - Sumatra Stag Beetle
- Dorcus titanus takaraensis
- Dorcus titanus tatsutai，
- Dorcus titanus typhon（Boisduval, 1835），蘇拉威西巨扁鍬形蟲，原產於印度尼西亞（蘇拉威西島、珀倫島、邦蓋群島、塔利亞布島），公蟲體長32—106.4（1.26—4.19英寸），母蟲則為36.5—52（1.44—2.05英寸）。
- Dorcus titanus titanus
- Dorcus titanus tokunoshimaensis
- Dorcus titanus imperialis (Fujita, 2010)，帝王巨扁鍬形蟲，原產於菲律賓的呂宋島和卡坦端內斯等地，公蟲體長32—109.1（1.26—4.30英寸），母蟲則為30—41（1.2—1.6英寸）。
- Dorcus titanus typhoniformis 西南扁锹形虫，原产于中国云南，四川，广西和贵州
- Dorcus titanus westermanni（(Hope, 1842），南亞扁鍬形蟲，原產於印度、雲南省南部、缅甸南部、泰国、老挝（寮國，西部與南部）、柬埔寨、越南南部、孟加拉国東部、尼泊尔東部，公蟲體長36—89（1.4—3.5英寸），母蟲則為30.8—39.8（1.21—1.57英寸）。
- Dorcus titanus yasuokai（Fujita, 2010），蘇門答臘巨扁鍬形蟲，原產於印度尼西亞蘇門答臘島，公蟲體長32—108.4（1.26—4.27英寸），母蟲則為31—42（1.2—1.7英寸）。

## 近似種
- 深山扁鍬形蟲Dorcus kyanrauensis

## 大眾文化
- JoJo的奇妙冒险第8部，巴拉望巨扁鍬形蟲。

甲蟲王者遊戲的卡片

## 外部連結
- Photos of Dorcus titanus daitoensis（页面存档备份，存于）
- Photos of Dorcus titanus sika（页面存档备份，存于）
- Photos of Dorcus titanus titanus（页面存档备份，存于）